# Ачеренца
Ачеренца (італ. Acerenza) — муніципалітет в Італії, у регіоні Базиліката,  провінція Потенца.
Ачеренца розташована на відстані близько 320 км на південний схід від Рима, 23 км на північний схід від Потенци.
Населення — 2433 особи (2014).

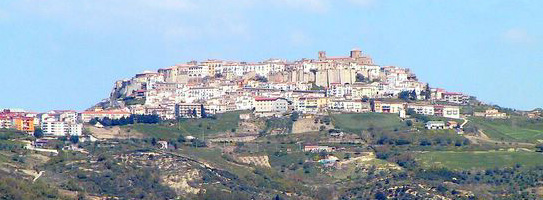

Щорічний фестиваль відбувається 25 травня, 17 листопада, 30 квітня. Покровитель — San Canio.

## Демографія
Населення за роками:

Станом на 1 січня 2023 року в муніципалітеті офіційно проживали 63 іноземці з 12 країн, серед них 32 громадяни країн Євросоюзу та 2 громадяни України.

## Сусідні муніципалітети
- Канчеллара
- Форенца
- Дженцано-ді-Луканія
- Оппідо-Лукано
- Палаццо-Сан-Джервазіо
- П'єтрагалла